# MGM Records
MGM Records var ett skivbolag som startades av filmbolaget MGM 1946, främst för att sälja musik från sina filmer men även ge ut skivor med sina sjungande skådespelare.
Sedermera blev man ett vanligt skivbolag och skaffade sig populära artister. Stora artister på bolaget var Hank Williams, Connie Francis, The Osmonds, Eric Burdon and the Animals och Velvet Underground.
Bolaget såldes 1972 till PolyGram, och etiketten försvann i början på 80-talet.